# Холстум
Холстум (њем. Holsthum) општина је у њемачкој савезној држави Рајна-Палатинат. Једно је од 235 општинских средишта округа Ајфелкрајс Битбург-Прим. Према процјени из 2010. у општини је живјело 566 становника. Посједује регионалну шифру (AGS) 7232053.

## Географски и демографски подаци
Холстум се налази у савезној држави Рајна-Палатинат у округу Ајфелкрајс Битбург-Прим. Општина се налази на надморској висини од 210 метара. Површина општине износи 9,3 km². У самом мјесту је, према процјени из 2010. године, живјело 566 становника. Просјечна густина становништва износи 61 становника/km².